# 奥勒·博内代尔
奥勒·博内代尔 (Ole Bornedal，1959年5月26日—)是一位丹麦电影导演、演员和制片人。他是电影 Mimic 的制片人之一，也导演了许多电视电影。

## 导演电影
- Nattevagten (Nightwatch, 1994),编剧、导演
- Nightwatch (1997，英语重拍版)，导演
- I Am Dina，2002，导演
- The Substitute (2007), 导演
- Just Another Love Story (2007),导演
- Deliver Us from Evil，导演
- 死魂盒/The Possession，2012，导演，英语片